# مرکز هوایی ریدالی
 مرکز هوایی ریدالی (به انگلیسی: Ridali Airfield) (به زبان بومی: Ridali lennuväli) یک فرودگاه همگانی است که یک باند فرود چمن دارد و طول باند آن ۱۲۰۰ متر است. این فرودگاه در کشور استونی قرار دارد و در ارتفاع ۹۰ متری از سطح دریا واقع شده است.